# Sareh
Sareh (in alfabeto persiano: ساره, [sarɛ]) è un nome proprio di persona persiano femminile.

## Origine e diffusione
Il nome persiano  è una variante dell'ebraico Sarah, una delle mogli del profeta Abramo e madre di Isacco come citato nel Corano, significa "pura", "portatrice di felicità e di gioia.

## Persone
- Sareh Bayat (1979), attrice iraniana, modella e ospite televisiva
- Sareh Javanmardi (1984), atleta di Tiro a segno paralimpico
- Sareh Nouri (1979), designer di moda persiano-statunitense nota per i suoi abiti da sposa